# Michael Odu
Michael Odu (ur. 24 lutego 1966) – nigeryjski piłkarz grający na pozycji pomocnika. W swojej karierze rozegrał 5 meczów w reprezentacji Nigerii.

## Kariera klubowa
W swojej karierze Odu grał w klubie Flash Flamingoes FC.

## Kariera reprezentacyjna
W reprezentacji Nigerii Odu zadebiutował 4 stycznia 1987 roku w zremisowanym 0:0 meczu Igrzysk Afrykańskich 1987 z Wybrzeżem Kości Słoniowej, rozegranym w Lagos. W 1988 roku został powołany do kadry na Puchar Narodów Afryki 1988. Na tym turnieju rozegrał jeden mecz, półfinałowy z Algierią (1:1, k. 9:8). Z Nigerią ponownie został wicemistrzem Afryki. W kadrze narodowej od 1987 do 1988 wystąpił 5 razy.